# Ahmed El Naamani
Pour les articles homonymes, voir Naamani.
Ahmed El Naamani (arabe : احمد النعماني), né le 12 octobre 1979 au Liban, est un joueur de football international libanais qui évoluait au poste d'attaquant.

## Biographie

### Carrière en club
Ahmed El Naamani joue principalement en faveur des clubs du Safa Beyrouth et de Nejmeh.

### Carrière en sélection
Ahmed El Naamani joue en équipe du Liban entre 1998 et 2006.
Il participe avec le Liban à la Coupe d'Asie des nations 2000 organisée dans son pays natal. Lors de cette compétition, il joue deux matchs : contre l'Irak, et la Thaïlande.

## Palmarès
Nejmeh
- Championnat du Liban (1) :
  - Vainqueur : 2008-09.